# Pagurus stimpsoni
Pagurus stimpsoni är en kräftdjursart som först beskrevs av Alphonse Milne-Edwards och Eugène Louis Bouvier 1893.  Pagurus stimpsoni ingår i släktet Pagurus och familjen eremitkräftor. Inga underarter finns listade i Catalogue of Life.